# Paraconchoecia nanomamillata
Paraconchoecia nanomamillata är en kräftdjursart som först beskrevs av Deevey och Brooks 1980.  Paraconchoecia nanomamillata ingår i släktet Paraconchoecia och familjen Halocyprididae. Inga underarter finns listade i Catalogue of Life.